# 休·格里夫斯
休·埃姆雷斯·格里夫斯（英語：Hugh Emrys Griffith，1912年5月30日—1980年5月14日），是一位威尔士电影、舞台和电视演员。他最令人难忘的是他在电影《賓漢》中的角色，该片为他赢得了评论界的赞誉并获得了奥斯卡最佳男配角奖。
格里夫斯在身体不适约一年后，于1980年在伦敦肯辛頓的家中去世，离他的68岁生日还有两个星期。